# سیویان کپیتال
سیویان کپیتال (انگلیسی: Cevian Capital) شرکت خدمات مالی سوئدی است، که در سال ۱۹۹۶ تأسیس شد.